# Margaud Quartenoud
Pour les articles homonymes, voir Quartenoud.
Margaud Quartenoud, née le 23 juillet 1990, est une libraire, blogueuse et booktubeuse suisse habitant le canton de Fribourg qui publie sur YouTube des vidéos de critiques littéraires sous le pseudonyme de Margaud Liseuse,.

## Débuts
Libraire de profession et passionnée de littérature depuis son adolescence à la suite de la lecture de la saga Harry Potter,, Margaud Quartenoud a d'abord posté ses critiques dès 2009 sur un blog,, qu'elle continue d'entretenir avant de lancer sa chaine YouTube en 2011 sous le pseudonyme Les histoires de Margaud, devenue aujourd'hui Margaud Liseuse,. Dans ses vidéos, Margaud Liseuse partage ses goûts en matière de littérature et s'intéresse principalement aux livres dits Jeunesse, destinés aux enfants, adolescents ou jeunes adultes et de genres littéraires délaissés par la critique traditionnelle comme la romance, la science-fiction et la fantasy. Son genre de prédilection est le Fantastique.

## Chaîne YouTube et impact
Margaud Liseuse est suivie sur YouTube par plus de 47 000 personnes, et certaines de ses vidéos comptabilisent jusqu'à 49 000 vues, ce qui fait d'elle l'une des booktubeuses les plus populaires du monde francophone au côté d'autres chaines YouTube comme Nine Gorman, Bulledop ou FairyNeverland,. Elle est en 2016 la booktubeuse la plus suivie de Suisse romande. Elle publie plusieurs vidéos par mois. Sa chaine YouTube comptabilise plus de 400 vidéos. Son public est constitué en majorité de jeunes femmes dans la tranche d'âge 13-25 ans. Elle échange régulièrement avec ce public au travers des commentaires postés sous ses vidéos. 
Le travail de Margaud est repéré par des professionnels du livre avec lesquels il lui arrive de collaborer pour des missions rémunérées. Elle collabore ainsi à l'édition 2015 du salon Le livre sur les quais. À sa demande, elle reçoit également plusieurs livres par mois directement envoyés par les maisons d'édition.
En janvier 2016, elle est invitée par Bibliomedia à Lausanne pour animer un atelier destiné à des aspirantes booktubeuses. Du 27 avril au 1er mai de la même année, elle est chargée de gérer et d'animer le nouvel espace Young adult, consacré à la littérature pour adolescents et jeunes adultes du Salon du livre et de la presse de Genève,,.
En 2019, Margaud lance un podcast, Il était quelques fois, disponible différentes plateformes telles que Spotify, Apple ou Anchor. Elle y lit des contes, autant pour les adultes que pour les enfants. En avril 2020 débute la publication progressive d'un roman écrit à quatre mains, les siennes et celle de sa mère, Christine Quartenoud. Margaud poste quotidiennement un chapitre de ce roman pour adulte Un parfum glacé, entre avril et juin 2020.